# Sinophorus albidus
Sinophorus albidus är en stekelart som först beskrevs av Gmelin 1790.  Sinophorus albidus ingår i släktet Sinophorus och familjen brokparasitsteklar. Arten är reproducerande i Sverige. Inga underarter finns listade i Catalogue of Life.